# 綠蔭公墓
绿荫公墓（英語：Green-Wood Cemetery）是美國纽约市布鲁克林的一座公共墓园，建于1838年。建成之初的绿荫公墓位于市郊的国王县（Kings County，即今布鲁克林），属于因为纽约市区墓地拥挤而向外开拓的郊区公墓之一。公墓坐落于布鲁克林的绿荫高地，位于展望公园西南方向数街区之隔，介乎公园坡（Park Slope）、温莎台（Windsor Terrace）、区立公园（Borough Park）、肯辛顿（Kensington）和日落公园（Sunset Park）之间的区域。1866年，保罗·金博格（Paul Goldberger）在《纽约时报》撰文，如是评论道：“纽约人的理想不过于居于第五大道，嬉于中央公园，葬于绿荫公墓。”
公墓的大门在1966年經指定为纽约地标，作为访客中心的威尔温室（Weir Greenhouse）在1982年被选为地标。1997年，公墓列为美国史迹名录，2006年經内政部评为美国历史地标。2016年，汉密尔顿堡公园道（Fort Hamilton Parkway Gate）大门和墓地礼拜堂列为纽约地标。
绿荫公墓是布鲁克林真正意义上的首个公园，其成功为中央公园和展望公园的修建提供了灵感。

## 历史
绿荫公墓内拥有布鲁克林的制高点战役山（Battle Hill）。该山高于海平面200英尺（约61米），独立战争期间（1776年8月27日）长岛战役中一次重要的交战在此爆发。1920年，由弗里德里克·拉克斯托（Frederick Ruckstull）设计的独立战争纪念碑在公墓中揭幕，这尊密涅瓦女神的铜像与纽约港内的自由女神像遥呼相应。冰川消退留下的冰碛石令公墓的地形呈现多种样式。据称，墓园的设计灵感来自巴黎的拉雪兹神父公墓。然而，墓园的规划显然与仍保留亚历山大·布朗尼亚（Alexandre Théodore Brongniart）轴对称设计的拉雪兹神父公墓不甚类似，反而更接近马萨诸塞州剑桥的奥本山公墓，后者更具英式造园的自然主义风格。

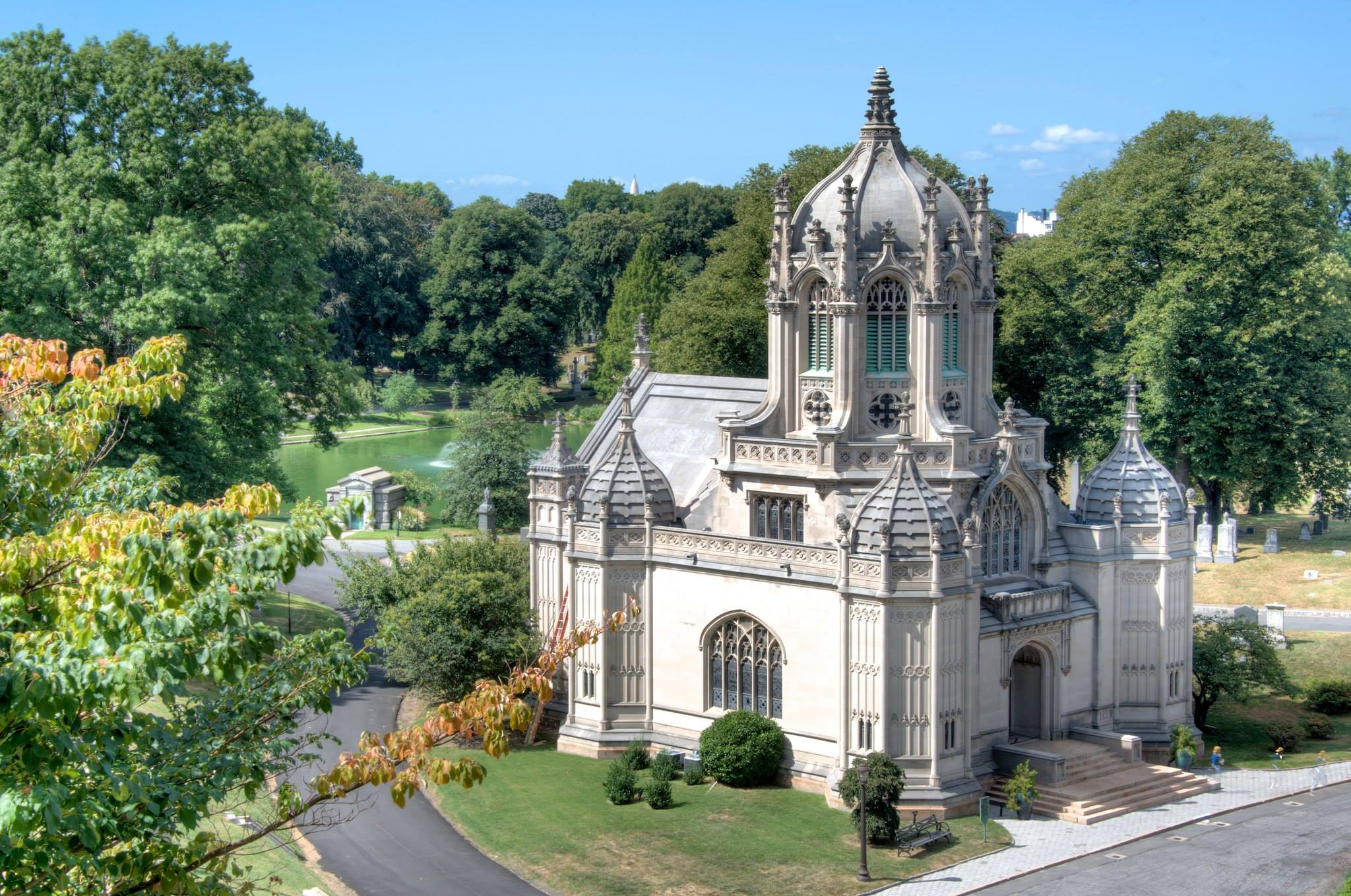
公墓礼拜堂（建于1911年）

建造墓园的构想来自布鲁克林社会领袖亨利·皮尔庞特（Henry Evelyn Pierrepont）。藏于布鲁克林历史学会的皮尔庞特文件记载了筹划墓园建设的资料。19世纪50年代，墓园曾一度是热门的旅游景点，在1860年代甚至是人流量仅次于尼加拉瀑布的第二大景点。19世纪下半叶，大多数知名的纽约人身后都会葬于此处。绿荫墓地目前占地面积478英亩（约1.9平方千米），拥有60万座坟墓和7000棵树木。宜人的风景和历史古迹始引游人纷至沓来。
园内立有数个著名的纪念碑，包括德怀特·克林顿雕像和詹姆斯·布朗的家族纪念碑。布朗的六个家庭成员在1854年的北极号船难中丧生，所以这座纪念碑上有一艘被海浪吞噬的船。美国内战期间，绿荫墓地开辟了一块用地专用于义务埋葬阵亡的北军将士。故墓园内还有一座内战纪念碑。
建筑师理查德·厄普约翰（Richard Upjohn）为公墓设计了一个哥特复兴式的大门。正门的修建从1861年开始，持续到了1865年，主要采用了新泽西贝尔维尔的褐石。雕刻师约翰·莫菲特（John M. Moffitt）在大门的新斯科舍石灰岩板上雕刻了一组圣经画面，包括麻风病人和寡妇之子的复活，以及耶稣的重生。1958年，大门上新增了一块纽约社区信托（New York Community Trust）颁发的地标指示牌，1966年该门被正式指定为纽约地标。
墓园内后来又新建了一些木质的遮风亭。其中一个为哥特复兴风格，一个仿造了意大利别墅，还有一个模拟了瑞士小屋。在大门顶端的尖塔里居住着一群和尚鹦鹉，据称它们是当年在运输过程中逃脱鸟笼的鹦鹉的后代。
1876年12月5日，布鲁克林剧院发生火灾，导致至少278人丧生（另有说法超过300人丧生）。有103位不能确定身份的罹难者被安葬在墓园中的一个集体墓室。第五大道和25街路口，即墓园入口处有一个纪念安葬地的方尖碑。另有数十个验明身份的遇难者被分别安葬在布鲁克林的常青墓园。六名英联邦士兵的墓也位于墓园中，均是英联邦阵亡将士委员会的登记坟冢。其中三个是一战的阵亡士兵，三个在二战中牺牲，包括加拿大皇家空军飞行员雷姆森· 威廉姆斯（Remsen Taylor Williams，1941年阵亡）。威廉姆斯的墓在施坦威墓室（Steinway Vault）中。
尽管绿荫墓园名义上不隶属任何宗教派别，但实际埋葬于此的逝者以社会地位较高的新教白人为主。早年公墓规定因触犯法律而处死的罪犯（包括死于狱中的）均不可在此入土。然而，臭名昭著的政客威廉·特威德虽然于1878年在勒德洛街监狱服刑期间去世，但他和其家人仍成功规避了这条规定。

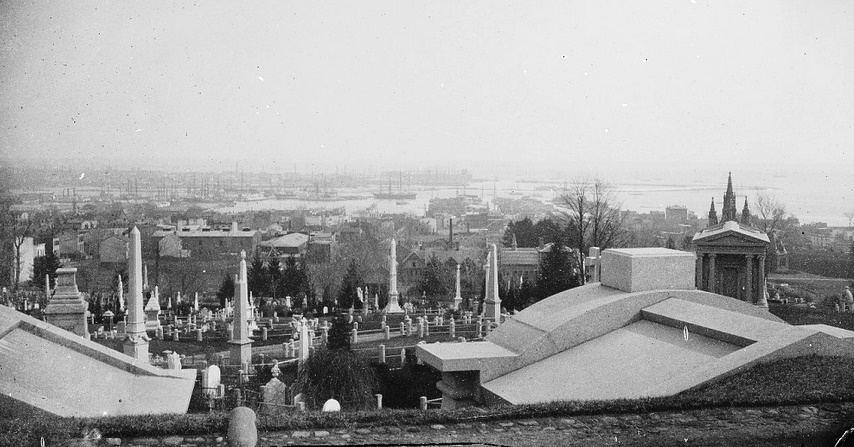
绿荫公墓（摄于1872年）

1911年，墓园的小礼拜堂落成。教堂由沃伦威特莫（Warren and Wetmore）建筑行设计（该行设计了中央车站、海军准将酒店和耶鲁俱乐部），参照了牛津大学基督堂学院的汤姆塔（克里斯托弗· 韦恩设计）。教堂在2001年经历了一次修复。

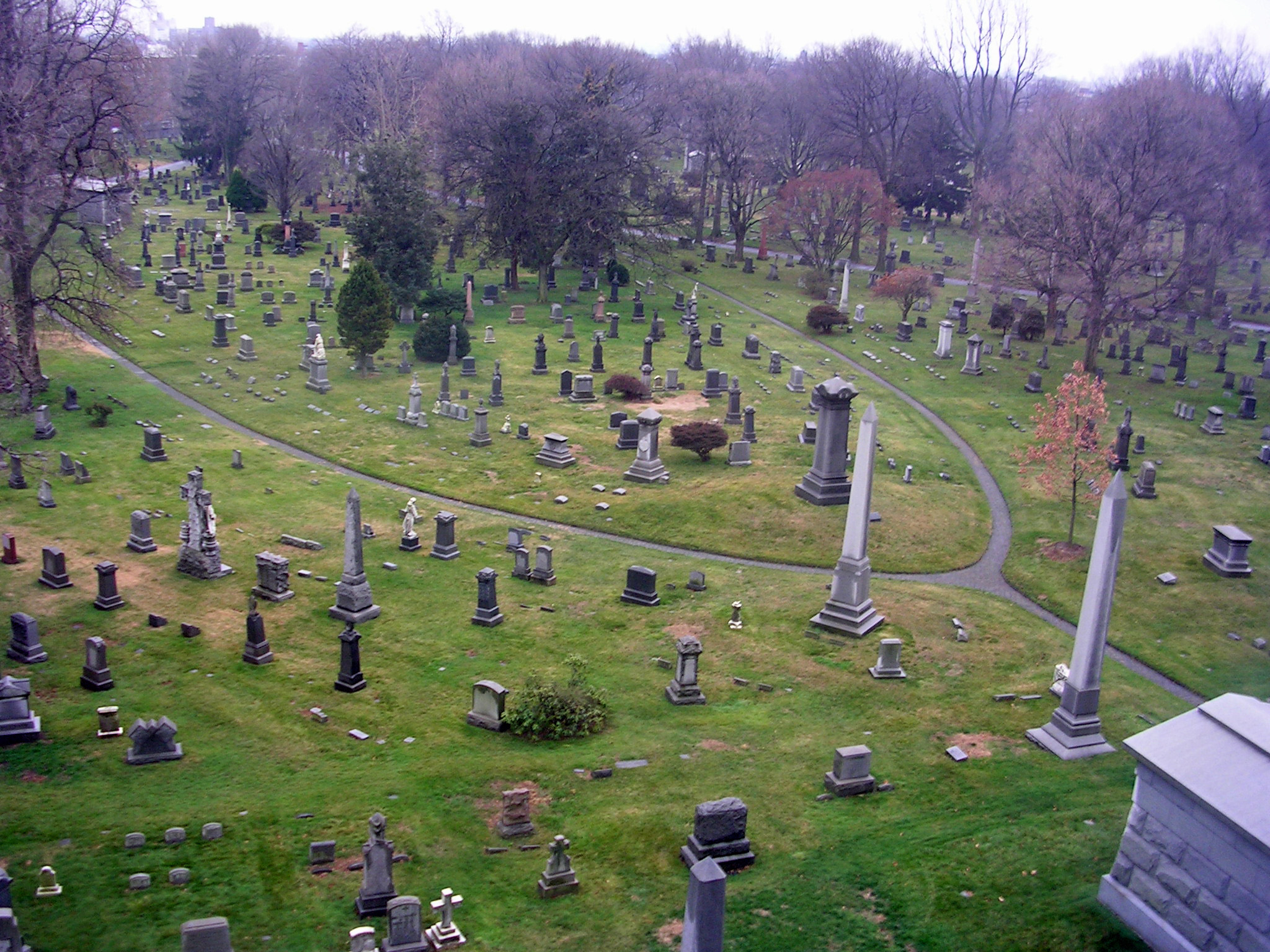
从山边陵墓眺望墓园的全境

1999年，非营利性的绿荫墓地历史基金会成立，旨在继续保育、美化和教育类项目，以及通过扩大社区服务范围令墓园成为布鲁克林的一个文化机构。
2012年8月21日，绿荫墓地发生一起严重的毁坏事件。凶徒据称翻入围栏进入墓园，并损毁了约50座纪念碑和纪念物。
2012年10月13日，一尊新的音乐天使雕像在墓园揭幕。原有的雕像在1959年被损毁。
这尊塑像是雕塑家詹卡罗·比亚吉（Giancarlo Biagi）和吉尔·布克（Jill Burkee）的作品，用于纪念路易·戈特沙尔克（Louis Moreau Gottschalk）。16天后，飓风桑迪席卷了墓园，导致至少292棵成树、210块墓碑和2个陵墓的不同程度损毁。这次风灾带来的损失估计高达50万美元。
2012年12月，“公民美德的胜利”（The Triumph of Civic Virtue）雕像被移至公墓内。这尊20世纪初由弗里德里克·麦克莫尼斯（Frederick MacMonnies）设计的喷泉雕像因为明显的性别歧视特征而饱受争议，曾数度迁址。
2013年8月，墓园和康涅狄格的辛辛那提协会合作，更新了园区内的标识，以体现战役山地区在布鲁克林战役中的重要地位。

### 历史基金会内战纪念项目
借着绿荫公墓内战纪念碑再揭幕所引发的热情，历史基金会内战纪念项目顺势登场，以力求重新辨认和纪念埋葬在墓园中的内战老兵。不少亡兵的墓碑早已陷入地中或被损坏，或铭文磨损。

## 流行文化
电视剧《超胆侠》第二季“一分钱和一角钱”中，将弗兰克·卡斯尔（Frank Castle）从基奇·爱利什（Kitchen Irish）手中救出后，马特·默多克（Matt Murdock）将负伤的卡斯尔带入墓园。
当警察逮捕弗兰克时，镜头中马特正站在墓园的正门顶端。
《铁拳》第一季中，丹尼·兰特（Danny Rand）与其家庭的纪念碑出现在墓园中。

## 外部連結
- 官方网站
- 美國地質調查局地名資訊系統：Green - Wood Cemetery